# Nuria Rábano
Nuria Rábano Blanco (Ames, La Coruña, 15 de junio de 1999) es una futbolista profesional española que juega como lateral izquierdo en el Utah Royals de la NWSL y en la Selección Española de Fútbol.

## Trayectoria deportiva
Rábano comenzó su carrera en el Atlético Arousana con 16 años. Posteriormente, también formó parte del Real Club Deportivo de la Coruña (2016-2020), del Real Sociedad (2020-2022), del Futbol Club Barcelona (2022-2023) y del VfL Wolfsburgo (2023-actualidad).

### Real Club Deportivo de La Coruña (2016-2020)
Durante su tiempo formando parte de este equipo, fue titular de su campaña de Reto Iberdrola que las vio ascender a primera división por primera vez en la historia de este club. En la primera temporada del club en primera división, antes de que la temporada se interrumpiera debido a la pandemia del COVID-19, Rábano, ayudó al equipo a alcanzar el cuarto puesto. Tomó la decisión de abandonar el club al final de la temporada  ya que pensó que ya era momento de jugar a un nivel más alto en el futbol. 

### Real Sociedad (2020-2022)
Rábano firmó un contrato de dos años con el Real Sociedad tras su marcha del Depor. Fue una de las mejores jugadoras de este equipo, esencial para las estrategias de este, por ello, dejó un gran vacío en el equipo cuando, en 2022, decidió rechazar la oferta de renovación. Es así como dio un salto más en su carrera fichando para el F.C. Barcelona. 

### F.C. Barcelona (2022-2023)
El 17 de junio de 2022, el F.C. Barcelona anunciaba la incorporación de Rábano a su equipo femenino y el 24 de noviembre de 2022 debutó jugando su primer partido en el Camp Nou. El 4 de julio de 2023, se anunció la rescisión del contrato.

### VfL Wolfsburgo (2023-Actualidad)
El 9 de agosto de 2023, el VfL Wolfsburgo anunció que Rábano había firmado un contrato hasta 2026.

## Selección nacional
Rábano formó parte de la selección española que se proclamó campeona del Torneo de Desarrollo de la UEFA Sub-16 que se disputó en Serbia en 2014 y donde la gallega fue una de las máximas goleadoras.
También formó parte del equipo sub-19 que se proclamó campeón de Europa en el 2017.
Rábano fue convocada para representar a España en el Campeonato Femenino Sub-19 de la UEFA de 2017. En el segundo partido de la fase de grupos de España contra Alemania, sufrió un esguince en el ligamento del tobillo derecho y fue descartada para el resto de la competición. España ganó la competencia contra Francia para avanzar a la Copa Mundial Femenina Sub-20 de la FIFA 2018. Rábano también fue incluido en el equipo para ese torneo, y fue suplente durante todo el torneo cuando España terminó como subcampeona.

## Palmarés

### Deportivo de La Coruña
- Segunda División: 2018-19

### F.C. Barcelona
- Liga de Campeones: 2022-23
- Primera División: 2022-23
- Supercopa: 2023

### VfL Wolfsburgo
- Copa de Alemania: 2023-24